# Sista dagars heliga-rörelsen
Sista dagars heliga-rörelsen är en gemensam beteckning på olika mormonkyrkor som har sina rötter i Jesu Kristi Kyrka av Sista Dagars Heliga, grundad av Joseph Smith, och betecknar Mormons bok och Bibeln som heliga skrifter.

## Struktur
Vid grundaren Joseph Smiths död 1844 uppstod flera schismatiska grupper på grund av stridigheter om vem som skulle efterträda honom som ledare. 
Den överlägset största kyrkan inom denna rörelse är Jesu Kristi Kyrka av Sista Dagars Heliga med runt 16 miljoner medlemmar. Den har givit ut Mormons bok på svenska i flera utgåvor, har missionerat aktivt i Sverige sedan 1850 och har byggt ett tempel i Västerhaninge i Stockholm. 
Den näst största kyrkan Community of Christ har 250 000 medlemmar, varefter The Church of Jesus Christ (Bickertonite) rapporterar 20 000 medlemmar.
Det finns många andra mindre kyrkor som Restaurerade Jesu Kristi Kyrka av Sista Dagars Heliga, Återstående Jesu Kristi Kyrka av Sista Dagars Heliga, Kristi kyrka (Cutleriter), Kristi kyrka (med Elias budskap), Kristi kyrka (Fetting), Church of Christ (Temple Lot), Kristi Kyrka (Rigdoniter) och Kristi kyrka (Whitmeriterna).
Jesu Kristi Kyrka av Sista Dagars Heliga övergav officiellt bruket av polygami 1890 och förtydligade sin ställning mot polygami 1904. En del polygamister uteslöts eller bröt sig ur vid denna tid och några fundamentalistiska sekter praktiserar fortfarande månggifte. Dit hör bland annat Apostolic United Brethren, den Fundamentalistiska Jesu Kristi Kyrka av Sista Dagars Heliga, den Sanna och Levande Jesu Kristi Kyrka av de Sista Dagarnas Heliga, De Förstföddas Kyrka i Ändens Tid och Guds Lamms Kyrka.